# Sacred Seven
Sacred Seven（日语：セイクリッドセブン）是日昇動畫制作，並由日本MBS播放的原創系列电视动画，於2011年7月開始播放，同年9月17日播放完畢，全12话。2012年1月17日推出劇場版「Sacred Seven─銀月之翼─」，以輝島奈特與丹童子交手的每場戰鬥為主軸，敘述輝島奈特不為人知的隱密過去，並大致交代電視動畫留下的謎團。

## 概要
某一天，在一直孤单地一人生活的男主角丹童子有馬面前，突然出现一位带领著执事和女仆的少女蓝羽瑠璃。蓝羽的目的是希望能借用丹童子那寄宿在他身上的Sacred Seven力量。但是，在过去因曾经使用了那力量而伤害其他人的丹童子理所当然地把瑠璃她们赶走。另一方面，这个平稳的城市中突然出现了石之魔物“恶石”，并同樣为了丹童子身上的力量而来。原来，瑠璃是能够把丹童子身上的Sacred Seven力量真正地解放出来，并练成宝石，使丹童子能够击退“恶石”。本篇的男主角丹童子由于过去力量的暴走，使他变得会避开周围的人，并因此过著孤单的学园生活，但会因为瑠璃的出现，而使他开始正视Sacred Seven的力量。

## 登場人物

### 主要角色
丹童子阿爾瑪（たんどうじ あるま）
聲 - 寺岛拓笃；水原薰（幼年）
生日：4月7日
血型：O型
年齡：17岁
身高：193公分
所屬：私立新港學園、礦石社
身份：學生
本作主角，個性孤僻，但本性不壞。
出生於神奈川縣鎌倉市，父不明，母未婚產子，小學開始常與人衝突而轉學頻繁，10歲時母親意外死亡，而後輾轉於保護機構中，現居於橫須賀市。
因母親與17年前的隕石事件有所接觸，而拥有Sacred Seven的力量，但本身無法控制。
14歲時與18名中學生衝突時，因情緒失控而使Sacred Seven力量暴走，將全員打到送醫住院八個月，受校方停學半年處分，目前保護觀察中，他也因此事件而受人側目。
與蓝羽琉璃接觸後，開始了解Sacred Seven的真相，並因琉璃給予的寶石而擁有控制之力，第11集時想起小時候曾救過蓝羽琉璃。
本來是右撇子，但是在他媽媽的矯正下，現在是左撇子。「總之......」是他的口頭禪。
愛車是Honda NCZ 50 Motocompo
蓝羽琉璃（あいば るり）
聲 - 中岛爱
生日：1月7日
血型：A型
年齡：17岁
身高：144公分
所屬：蓝羽财团、私立新港學園、礦石社
身份：蓝羽财团CEO、私立新港學園理事長、學生
蓝羽家大小姐，蓝羽财团的執行長。5年前的聖誕夜，家人遭到聽從研美的命令的『O號』殺害。
其雙胞胎姐姐蒼為了自保而將自己封閉在石頭中，因此沉睡不醒。
為喚醒姐姐而致力於消滅『惡石』，動用家產成立龐大組織。
為尋求阿爾瑪的協助而與之接觸，並買下阿爾瑪就讀的学校。
其擁有的寶石與阿爾瑪的Sacred Seven力量融合後，能使他有自制之力。
對阿爾瑪有好感。
镜 诚
聲 - 入野自由
生日：9月16日
血型：A型
年齡：18岁
身高：175公分
所屬：蓝羽财团、私立新港學園、礦石社
身份：蓝羽家管家、私立新港學園學生會長、學生
蓝羽家的管家，戰鬥時負責指挥女仆隊，从各方面支援琉璃。
駕駛契約（Engagement）装甲和惡石战斗。
國二就從哈佛大学跳級畢業的天才，隨琉璃轉入私立新港學園，並就任學生會長。
鬼瓦
聲 - 大川透
年齡：800歲
所屬：蓝羽家
身份：恶石
百年前出現的惡石，自称「镰仓大佛殿的鬼瓦」。
大叔性格，喜歡下流笑话。
因曾被琉璃所救而帮助她，沒有戰鬥能力，但可以感知其他恶石。
辉岛奈特（きじま ないと）
聲 - 冈本信彦
生日：11月7日
血型：B型
年齡：17岁
所屬：不明
身份：不明
拥有Sacred Seven力量，在使用特殊的血清後能在变成恶石的状态战斗但不会失去自我意识。
自研究所逃出，并且盯上了所长的研美悠士的性命。
拥有自由控制物质形状的能力，用这个力量还能穿过物体。
非常保護翡翠。
劉 翡翠（ラウ・フェイゾォイ）
聲 - 野水伊織
生日：3月17日
血型：AB型
年齡：12
所屬：輝島奈特
身份：不明
惡石能力者，不過在奈特的保護下從未使用過自己的能力。
動畫第12話因為奈特的重傷而覺醒惡石能力。
因為戰鬥經驗不足，在攻擊研美時反而意外強化了研美的防禦力。
由丹童子滅殺了研美後，被臨死的研美利用其心理黑暗面植入惡意結晶而暴走，最後被蒼協助控制能力的奈特阻止。
可以肯定對奈特有好感，不過奈特究竟是喜歡她、或只是基於對其兄的情誼而照顧她仍不得而知。
蓝羽蒼（あいば アオイ）
聲 - 矢作紗友里
生日：1月7日
血型：A型
年齡：17岁
身高：120公分
所屬：蓝羽财团
身份：蓝羽财团繼承人、琉璃之姐
藍羽琉璃的雙胞胎姐姐，擁有與琉璃一樣的能力。
五年前的事件當中被０號攻擊時自我封印，雖然在封印中，不過還是能感覺到外界的聲音。
動畫第11話開始解封，第12話完全解封後協助奈特控制自己的能力以解除翡翠暴走的危機。
因為封印了五年，所以雖然實際年齡是17歲，不過只有12歲的外表，之後就乾脆自稱是琉璃的妹妹。

### 私立新港學園
伊藤若菜（いとう わかな）
聲 - 伊藤加奈惠
生日：7月1日
血型：O型
年齡：17岁
身高：154公分
所屬：私立新港學園、礦石社
身份：矿石社社长、學生
有馬的同班同学，性格开朗在班上很有人气。
矿石部部长，成绩优秀运动万能，有着「喜欢石头」的特殊嗜好。
不像其他人一樣疏遠有馬，反而主動親近並與之交流。
山口扬羽（やまぐち あげは）
聲 - 山口理惠
生日：10月12日
血型：O型
年齡：17岁
所屬：私立新港學園、礦石社
身份：學生
有馬的同班同学，懒洋洋的口调，衣著時尚，長髮。
为了协助若菜避免废社而加入礦石社，对石头完全没兴趣，但镜入部之后，最近也开始参加社团活动了。
赤崎七海（あかさき ななみ）
聲 - 赤崎千夏
生日：12月18日
血型：A型
年齡：17岁
所屬：私立新港學園、礦石社
身份：學生
有馬的同班同学，戴眼鏡，雙馬尾。
为了协助若菜避免废社而加入礦石社，最喜欢拍照，一直带着爱用的照相机。
经常和对镜一样带有好感的扬羽相互争吵。

### 研究所
研美悠士（けんみ ゆうじ）
聲 - 小西克幸
生日：2月6日
血型：AB型
年齡：不明
所屬：研究所
身份：所长
受藍羽財團資助，私下進行著Sacred Seven的非法人體研究。
5年前的聖誕夜，由於琉璃的父親終止對研究的贊助而將琉璃的父母殺害。
造成琉璃的雙胞胎姊姊蒼沉睡不醒的罪魁禍首。
第十二話被丹童子打成重傷瀕死，臨死之際將自身所持有之惡石化為強大的惡意強行殖入翡翠體內，造成翡翠暴走。
SP
聲 - 高部愛
生日：9月27日
血型：B型
年齡：不明
所屬：研究所
身份：戰鬥員
經常吃一種為“力餅”的食品，總是戴著大耳機的長髮無口少女。擁有高超的搏擊身手及槍術，戰鬥服為arachne。
動畫第六話在與輝島於山頭一戰中不慎受傷而悠閒養傷中。
在研美死亡後曾為其上墳，後下落不明。
OVA電話內容暗示SP為神之座之人
O号／劉紅玉（ゼロご／ラウ・ホンユー）
聲 - 野島裕史
年齡: 不明
所屬：研究所
身份: 劉翡翠的哥哥
拥有sacred seven的力量，第六集被研美悠士制服，困禁在研究所里。
第十一集被研美所殺，並奪走其力量。

## 電視動畫

### 製作人員
- 原作 - 矢立肇
- 監督 - 大橋誉志光
- 系列構成 - 吉田伸
- 人物设计 - いのまたむつみ、形部一平
- 角色设计 - 千羽由利子、中田栄治
- 美術監督 - 河野次郎
- 音響監督- 明田川仁
- 音楽 - 佐橋俊彦
- 执行制作人 - 河口佳高、上山公一、細川修、丸山博雄
- 制作人 - 松村圭一、桑園裕子、前田俊博
- 动画制作 - 日昇動畫
- 制作 - サンライズ、萬代影視、博報堂DYメディアパートナーズ、毎日放送

### 音樂
主题曲「stone cold」
作詞・作曲・編曲︰梶浦由記
歌︰FictionJunction
片尾曲
作詞︰尾澤拓実
作曲︰manzo
編曲︰尾澤拓実
歌︰南里侑香
插曲「恋」（第8集）
作詞・作曲︰三橋希森
編曲︰鈴木秀行
歌︰中島愛
插曲「つながるまで」（第12集）
作詞・作曲・編曲︰宮川弾
歌︰中島愛
第7集以後主題曲跟片尾曲對調

### 各话标题
| 話数 | 日文标题 | 中文标题         | 脚本       | 分镜              | 演出         | 作画監督                   |
| ---- | -------- | ---------------- | ---------- | ----------------- | ------------ | -------------------------- |
| #01  |          | 惡石的覺醒       | 吉田伸     | 大橋誉志光        | 三宅和男     | 千羽田利子 中田栄治        |
| #02  |          | 琉璃色的羁绊     | 吉田伸     | 松尾衡            | 五月女浩一朗 | 杉光登                     |
| #03  |          | 瘋狂的奈特       | 吉田伸     | 大橋誉志光        | 烏羽聡       | 鈴木竜也                   |
| #04  |          | 學園祭的鬼       | 吉田伸     | 林直孝 大橋誉志光 | 林直孝       | 櫻井正明 安本學            |
| #05  |          | 心之鏡           | 吉村清子   | 室井康雄          | 室井康雄     | 鈴木卓也                   |
| #06  |          | 另一個奈特       | 吉田伸     | 寺岡巖            | 信田ユウ     | 羽田浩二 小野早香          |
| #07  |          | 真實的善石與惡石 | 吉田伸     | 笹木信作          | 烏羽聰       | 鈴木龍也 前田清明          |
| #08  |          | 傾注真心         | 綾奈由仁子 | 五月女浩一朗      | 五月女浩一朗 | 杉光登                     |
| #09  |          | 滾動的惡石       | 吉村清子   | 室井康雄          | 室井康雄     | 鈴木卓也                   |
| #10  |          | 葵的記憶         | 吉村清子   | 谷口悟朗          | 三宅和男     | 小野さやか 板垣德宏        |
| #11  |          | 磨利的刀刃       | 吉村清子   | 寺岡巖            | 鳥羽聰       | 鈴木龍也 須永賴太 諸石康太 |
| #12  |          | Sacred Seven     | 吉村清子   | 大橋誉志光        | 大橋誉志光   | 千羽由利子 中田榮治        |

### 播放电视台
日本深夜動畫：下文記載的日本国内播放時間使用日本標準時間（UTC+9）表示。因為部分時間标识會採用30小时制，因此請留意这类超过24:00的时间，其實際播放時間為翌日清晨。
| 放送地域 | 放送局      | 放送期間               | 放送日時                 | 放送系列   | 備考                     |
| -------- | ----------- | ---------------------- | ------------------------ | ---------- | ------------------------ |
| 近畿地方 | 毎日放送    | 2011年7月2日 - 9月17日 | 土曜 26時28分 - 26時58分 | TBS系列    | 制作局 Anime Shower第2部 |
| 神奈川縣 | tvk         | 2011年7月5日 -         | 火曜 25時45分 - 26時15分 | 独立UHF局  |                          |
| 愛知縣   | 愛知電視台  | 2011年7月6日 -         | 水曜 25時30分 - 26時00分 | 东京电视网 |                          |
| 東京都   | TOKYO MX    | 2011年7月8日 -         | 金曜 22時00分 - 22時30分 | 独立UHF局  |                          |
| 埼玉縣   | 埼玉電視台  | 2011年7月8日 -         | 金曜 26時05分 - 26時35分 | 独立UHF局  |                          |
| 福岡縣   | RKB每日放送 | 2011年7月11日 -        | 月曜 26時25分 - 26時55分 | TBS系列    |                          |